# Человек с рассечённой губой
«Человек с рассечённой губой» (англ. The Man with the Twisted Lip) — произведение из серии «Приключения Шерлока Холмса» Артура Конана Дойля. Впервые опубликовано ежедневным журналом Strand Magazine в декабре 1891 года. На русский язык этот рассказ впервые переведён в 1905 году Ф. Латернером под названием «Человек со шрамом».

## Сюжет
По просьбе Кэйт Уитни, школьной подруги жены, доктор Уотсон отправляется в опиумный притон, чтобы привезти домой её мужа Айзу Уитни. Неожиданно он встречает там Шерлока Холмса, который, изображая наркомана, пытается выяснить обстоятельства исчезновения мистера Невилла Сент-Клера. Неделей раньше его жена, живущая в Ли (пригороде Лондона), поехала в Лондон за посылкой, и неожиданно увидела в окне второго этажа дома, в подвале которого размещался упомянутый притон, своего мужа, который жестами звал её на помощь и исчез так внезапно, как будто его оттащили от окна. Вместе с полицией она вошла в ту комнату и увидела набор игрушечных кубиков, который её муж обещал купить своим детям, и пятна крови на полу и подоконнике. Также в комнате обнаружилась его одежда, а в канале под окном нашли пиджак, все карманы которого были набиты мелкими монетами. Хозяин-ласкар оказался вне подозрений, и полиция задержала единственного жильца — Хью Буна, профессионального нищего и торговца спичками. Явившись к жене Сент-Клера, Холмс узнаёт, что она получила от мужа письмо, что с ним всё хорошо. После ночных раздумий Холмс едет в тюрьму и разоблачает Хью Буна, смывая с него грим. Поражённый инспектор узнаёт в нищем пропавшего Невилла Сент-Клера. Тот рассказывает им свою историю.
Сент-Клер работал репортёром, и однажды редактор дал ему задание написать серию очерков о лондонских нищих. Сент-Клер загримировался под нищего Хью Буна и целый день просил милостыню в Сити. С удивлением он обнаружил, что набрал значительную сумму. Через некоторое время ему предъявили вексель к оплате, и, чтобы найти деньги, он вновь стал просить милостыню. Поскольку такой способ добычи денег давал заработок, примерно на порядок больший, чем его работа, он решил заняться им на постоянной основе. Таким путём он разбогател настолько, что арендовал виллу в Ли, женился и зажил припеваючи. В обмен на обещание инспектора не предавать дело огласке Невилл Сент-Клер клянётся прекратить занятия попрошайничеством.

## Экранизации
- 1921 — немой фильм режиссёра Маурис Элви (1887—1967)[3][4].
- 1951 — короткометражный фильм режиссёра Рудольфа Картье[англ.][5].
- 1986 — 5 серия 2-го сезона телесериала «The Adventures of Sherlock Holmes» компании Granada Television (начал выходить в 1984), сценарий адаптирован Адамом Платером[6].
- 2014 — серия телесериала Шерлок «Его прощальный обет»[7].